# Посольство Бекболата Екешева и Байдаулета Бориева
Посо́льство Бекбола́та Еке́шева и Байдауле́та Бори́ева — представительство Кайып-хана, направленное в сентябре 1716 года к сибирскому губернатору, князю М. П. Гагарину.

## Общие сведения
Посольство Бекболата Екешева и Байдаулета Бориева в сентябре 1716 года представляло интересы (киргиз-кайсацкого) Кайып-хана в Тобольске, у сибирского губернатора князя М. П. Гагарина.

## Цель миссии и её результаты
Основной целью дипломатической миссии стало доведение до губернатора предложения Кайып-хана о создании военного союза против Джунгарского ханства. Кроме того, затрагивались вопросы укрепления казахско-русских торгово-экономических связей.
Ответ князя М. П. Гагарина в октябре того же, 1716 года, был отправлен в орду Кайып-хану со специальным посольством, возглавлявшимся тобольским боярином Никитой Белоусовым.